# Église Saint-Martin de Coulombs-en-Valois
L'église Saint-Martin est une église catholique située à Coulombs-en-Valois, en France.

## Localisation
L'église est située dans le département français de Seine-et-Marne, sur la commune de Coulombs-en-Valois.

## Historique
L'édifice est classé au titre des monuments historiques en 1987.

## Une sainte parmi tant d'autres
Sainte Héloïse, une recluse française qui était sous l'obédience de l'abbaye bénédictine de Coulombs en Normandie. Elle est représentée dans un vitrail de l'église Saint Chéron de Coulombs, avec ses offrandes et sa cellule le long du mur de l'abbaye. En arrière-plan, un reliquaire en forme de buste contient ses reliques.
Sainte Héloïse est la sainte patronne de la paroisse de Coulombs.
Elle était d'abord mariée à Hugues, seigneur de Saint-André-de-la Marche, puis après sa mort, elle se remaria au chevalier d'Azzolin qui mourut en Terre Sainte. Elle fit construire une cellule près de l'abbaye de Coulombs où elle passa le reste de sa vie. Ses généreuses donations à l'église et celles du comte Galeran expliquent les possessions de l'abbaye dans l'Eure et dans les Yvelines.
Le reliquaire de Sainte Héloïse est conservé dans l'église de Coulombs.